# Formica hayashi
Formica hayashi é uma espécie de formiga do gênero Formica, pertencente à subfamília Formicinae.